# Wenceslau Picas i López
Wenceslau Picas i López, (Barcelona, 1807 - Barcelona, 11 de desembre de 1870) va ser un metge català, llicenciat l'any 1831.
Amb Pere Felip i Monlau, va dirigir el «Diario General de Ciencias Médicas», des del juliol del 1829 fins al desembre del 1833. Va obtindre el doctorat el 1834, i l'any 1835, oposita a catedràtic amb d'altres aspirants com Tomas Mer i Joaquim Cil.
Subdelegat d'extramurs a la Barcelona de 1838, un any més tard s’encarrega de la catedra de Patologia Quirurgica, que quatre anys després va guanyar per oposició.. També, el 1842, fou nomenat secretari del Collegi Nacional de Medicina i Cirurgia de Barcelona.
Ingressa a l'Acadèmia de Medicina de Barcelona, en fou elegit secretari del govern d’aquesta per al bienni 1845-1846. 
El 1845 va assistir, al VII Congrés Italià de Medicina, a Nàpols. Va ser membre de la comissió permanent de Medicina Legal de l'acadèmia des del 1858. El 1861, llegí la lliçó inaugural de curs a la Universitat amb el tema. Del 1864 al 1870, va ser president de l’Acadèmia de Medicina. Va intervindre en el cas del doctor Pujadas. Fou col·laborador a «El Telégrafo Médico».

## Obres
- Memoria sobre los grandes abscesos atónicos y su tratamiento.
- Memoria sobre la importancia del estudio de la medicina práctica en cada pais (1856).